# Holeakî, Kaniv
Holeakî (în ucraineană Голяки) este un sat în comuna Melnîkî din raionul Kaniv, regiunea Cerkasî, Ucraina.

## Demografie
Componența lingvistică a localității Holeakî
     Ucraineană (99,01%)
     Alte limbi (0,74%)
Conform recensământului din 2001, majoritatea populației localității Holeakî era vorbitoare de ucraineană (99,01%), existând în minoritate și vorbitori de alte limbi.